# (5000) IAU
(5000) IAU – planetoida z pasa głównego asteroid okrążająca Słońce w ciągu 4 lat i 17 dni w średniej odległości 2,54 j.a. Została odkryta 23 sierpnia 1987 roku w Obserwatorium Palomar przez Eleanor Helin. Nazwa planetoidy pochodzi od angielskiego skrótu International Astronomical Union, organizacji koordynującej działalność badawczą w dziedzinie astronomii. Przed nadaniem nazwy planetoida nosiła oznaczenie tymczasowe (5000) 1987 QN7.